# Fortisgate
Le Fortisgate ou affaire Fortis est un scandale politico-judiciaire belge qui a contraint le gouvernement Leterme a démissionner le 19 décembre 2008, après que le président de la Cour de cassation a affirmé avoir « des indications importantes » que le gouvernement d’Yves Leterme aurait tenté de faire pression sur la justice dans le dossier de démantèlement de la société Fortis — alors au bord de la faillite. Le gouvernement souhaitait vendre Fortis à BNP Paribas, ce à quoi étaient opposés des actionnaires. Le gouvernement Leterme est donc tombé pour des soupçons d'influence de l'exécutif sur la magistrature dans la procédure judiciaire contestant la vente de Fortis à BNP Paribas.

## Contexte
L’année 2008 se révèle être la pire année jamais observée pour le BEL20, avec une perte de 53,7 % sur l’ensemble de l’année, soit 97,69 milliards d’euros volatilisés.
L’action Fortis a perdu près de 95 % de sa valeur en un an. Le 7 mars 2008, Fortis publie ses résultats annuels et annonce une perte nette au 4e trimestre et des dépréciations d'actifs pour 2,4 milliards d'euros sur les CDO et 3 milliards d'euros au total, avant impôts. En pleine tourmente financière fin septembre 2008, la banque-assurance Fortis est au bord du gouffre.
Pour éviter la faillite, elle est démantelée dans un deuxième temps, par le gouvernement belge. Une partie des activités est achetée par le français BNP Paribas.
Certains actionnaires de Fortis estiment que les transactions ne pouvaient être faites qu'avec approbation de l'assemblée générale des actionnaires et saisissent la justice. Les divers défenseurs des actionnaires, notamment le cabinet spécialisé Déminor et l'avocat Mischaël Modrikamen, estiment que les responsables de la débâcle des actionnaires sont les administrateurs de Fortis mais aussi l'État belge, l'État néerlandais, la CBFA et la BNB. Les actionnaires déposent alors une requête en référé devant le tribunal de commerce de Bruxelles afin d'obtenir que le démantèlement de Fortis soit gelé et que l'assemblée générale soit consultée. L'avis du ministère public est de suspendre la vente, mais dans son arrêt du 18 novembre, la présidente du tribunal de commerce de Bruxelles, rejette la demande.
Les actionnaires font aussitôt appel. Les audiences devant la 18e chambre de la cour d’appel, composée du Président de Chambre Paul Blondeel et des conseillers Mireille Salmon (qui vient remplacer le conseiller Koen Moens) et Christine Schurmans, ont lieu les 27 et 28 novembre 2009, l'affaire est mise en délibéré et l’arrêt est annoncé pour le 15 décembre au plus tard.
C'est dans ce contexte que surviennent les évènements qui conduiront à la démission du gouvernement.

## Évènements
Vers le 11 décembre, le chef de cabinet du Premier ministre apprend que l'affaire en appel "prendra, possiblement, une tournure dramatique" ("mogelijk dramatische wending") sur le plan de la "prise de décision" ("besluitvorming"). L'information provient de Jan De Groof, époux du conseiller Christine Schurmans.
Jusqu'à ce jour, il n'a pas été établi si ce message visait à mettre en garde contre une possible réformation du jugement de première instance ou s'il visait plutôt à dénoncer les éventuelles irrégularités de procédure qui auraient entaché le délibéré collégial dans l'affaire Fortis. Ces irrégularités de procédure concerneraient (i) la mise à l'écart du conseiller Schurmans lors du délibéré et (ii) les pressions qui auraient été exercées sur elle pour qu'elle signe l'arrêt malgré son exclusion du délibéré, d'une part, et, d'autre part, son état d'incapacité confirmé par deux médecins légistes.
Le 11 décembre dans l'après-midi, les avocats de la Société fédérale de Participation (SFPI), le bras financier du gouvernement chargé du portage des actions dans l'opération, ont déposé une demande de réouverture des débats sur base d'éléments nouveaux. Dans leur arrêt, le Président de Chambre Paul Blondeel et la juge Salmon rejetteront cette demande.
Le 12 décembre entre 11h10 et 11h20 le Président de Chambre Blondeel et le conseiller Salmon se rendent chez la juge Schurmans, qui est officiellement en état d'incapacité, afin de lui demander de signer l'arrêt de la Cour. En vain, et le même jour, vers 12h30, la délégation rentre au Palais de justice à Bruxelles. À partir de 12h45, les avocats des parties sont convoqués au Palais de justice à une réunion informelle avec le Président de Chambre pour y discuter du sort à réserver à la demande de réouverture des débats déposée la veille. Le Président de Chambre refuse la demande de réouverture des débats, et après une série d'incidents au courant de l'après-midi les avocats de la SFPI, de BNP Paribas et Fortis déposent vers 18h30 une demande de récusation contre le Président de Chambre Paul Blondeel et le conseiller Salmon. La demande de récusation est aussitôt déclarée irrecevable, l'arrêt étant déjà prononcé (sans audience publique). 
Le 12 décembre, dans l'après-midi, le ministre de la justice Jo Vandeurzen est informé, par le cabinet du premier ministre, d'irrégularités dans la procédure et en informe le Procureur général près de la cour d'appel, Marc de le Court. Ce dernier envisage, avec le premier président de la Cour d’Appel, la constitution d'une nouvelle chambre pour traiter l'affaire, mais cette solution n'est pas retenue.
L'arrêt Fortis du 12 décembre 2010 (i) suspend les décisions du conseil d'administration de la NV/SA Fortis Holding, prises les 3, 5 et 6 octobre 2008 et (ii) dispose qu'une assemblée générale extraordinaire des actionnaires sera tenue au plus tard le 12 février 2009 aux fins de procéder au rapport du conseil d'administration, à la délibération et le cas échéant au vote par les actionnaires sur les décisions prises par le conseil d'administration les 3, 5 et 6 octobre 2008 et les conventions conclues en exécution de ces conventions.
Dès lors que le vote par les actionnaires était dénué de tout effet contraignant sur le plan juridique, cet arrêt avait pour effet principal de relancer les négociations au sujet de l'achat de Fortis Banque par BNP Paribas, ce qui a fait dire au conseiller Salmon, dans son e-mail du 4 février 2009 à Lionel Perl, que "si le conseil d'administration passe outre au refus des actionnaires, il leur restera à agir en responsabilité contre les administrateurs, l'État belge, la SFPI, BNP Paribas", et au conseiller Schurmans, dans son e-mail du 11 décembre 2008 aux juges Blondeel et Salmon: "le problème est que la cour trompe les actionnaires en leur donnant un faux espoir et un message incompréhensible en droit".        
Le Fortisgate démarre vraiment après le prononcé de cet arrêt : tandis que le gouvernement cherche un angle d'attaque pour faire annuler l'arrêt (par exemple sur base du fait que les trois juges n'étaient pas présents lors du prononcé), des rumeurs commencent à courir sur les étranges circonstances dans lesquelles l'arrêt a été rendu. Afin de faire taire ces rumeurs, le premier ministre tente de se défendre en rendant publics, le 17 décembre, les contacts entre son cabinet et la magistrature : entre un de ses conseillers et le substitut Dhaeyer et entre son chef de cabinet et le mari de Christine Schurmans.
Le lendemain, alerté par le premier président de la cour d'appel, Ghislain Londers, premier président de la Cour de cassation, envoie au président de la Chambre, Herman Van Rompuy une lettre dans laquelle il affirme que le gouvernement connaissait déjà le 10 décembre 2008 la teneur de l’arrêt qui allait être prononcé le 12 décembre 2008. En outre, sans l'avoir entendue il affirme que le conseiller Schurmans a violé le secret professionnel. Cette dernière affirmation lui vaudra une critique virulente de la part du procureur général Jean-François Leclercq qui l'accuse d'avoir violé le principe de la présomption d'innocence.
Le 18 décembre 2008, la Chambre décide de mettre sur pied une Commission d'enquête parlementaire sur les évènements et le 19, Yves Leterme propose la démission de son gouvernement, à la suite des accusations de Ghislain Londers de pressions sur des magistrats dont il fait l'objet.
Le 23 décembre 2008, le Conseil Supérieur de la Justice (CSJ) décide d'engager une "enquête particulière" sur le fonctionnement des juridictions et parquets dans le cadre de l'affaire Fortis.
Cette enquête, qui n'est ni pénale ni disciplinaire, a été décidée par la Commission d'avis et d'enquête réunie (CAER) du CSJ, qui assure la mission de contrôle externe sur le fonctionnement de l'ordre judiciaire. Au terme de cette enquête, la CAER pourrait formuler des recommandations, qu'elles soient spécifiques aux juridictions et corps concernés, ou générales, en vue de "contribuer à l'amélioration d'une justice responsable, moderne et indépendante".
Le 24 décembre 2008, on apprend qu'une procédure pénale pour violation du secret professionnel a été lancée contre la juge Christine Schurmans, qui s'était désistée pour maladie avant l'arrêt de la cour d'appel dans la procédure contestant la vente de Fortis à BNP Paribas.

## Commission d'enquête
Une Commission d'enquête parlementaire a été mise sur pied afin d'examiner les éventuelles pressions exercées sur le pouvoir judiciaire. La commission a remis ses conclusions en mars 2009. Elle relève une série de contacts considérés comme problématiques entre pouvoir politique et magistrats et recommande un certain nombre de mesures.  La Commission a adopté son rapport à l'unanimité moins deux votes négatifs, tandis que Ecolo et le sp.a approuvent le rapport mais s'abstiennent sur les recommandations, qu'ils jugent trop faibles.

## Suites judiciaires
Alors même que la commission travaillait, une instruction judiciaire a été ouverte qui aboutit, en août 2009, à l'inculpation de la juge Christine Schurmans et du président de la chambre flamande de la Cour de cassation Ivan Verougstraete.
Dans le même temps, le parquet de Bruxelles classe sans suite l'enquête disciplinaire qui avait été ouverte concernant les actions de Pim Van Walleghem, le conseiller au cabinet du premier ministre qui avait été soupçonné d'avoir fait pression sur son collègue, le substitut du procureur Paul Dhaeyer, qui était chargé de l'affaire Fortis.
Cependant, les enquêtes qui se poursuivent, mais aussi des révélations faites par la juge Schurmans, font apparaitre de nouveaux éléments.
Ainsi, on découvre qu'Ivan Verougstraete a été contacté le 11 décembre 2008 par la juge Christine Schurmans, une des magistrates chargées du dossier, qui lui a exposé les problèmes de tension entre elle et les autres juges. Sans en avertir le premier président de la Cour de cassation Ghislain Londers, le président Verougstraete avait dit qu'il allait intervenir et lui a ensuite envoyé un message SMS. Ces faits ont fait l'objet d'une enquête disciplinaire interne à la Cour de cassation qui n'a abouti qu'à un blâme pour défaut d'information de sa hiérarchie. Le nom du président Verougstraete continue pourtant d'être cité.
On découvre également que la juge Mireille Salmon a entretenu des contacts avec Lionel Perl (actuellement administrateur chez Fortis holding devenu Ageas) durant le délibéré et que dans un e-mail daté du 4 février 2009 elle lui a confirmé que la consultation des actionnaires ordonnée par 'l'arrêt Fortis' du 12 décembre 2008 serait dénuée de tout effet juridique, et ce indépendamment du résultat du vote. En outre, après le prononcé de l'arrêt Fortis du 12 décembre 2008, le juge Blondeel a eu de nombreux contacts avec le parlementaire SP.A Dirk Van der Maelen.
Soupçonnés d'avoir délibéré bilatéralement (à l'exclusion donc de la juge Schurmans), notamment sur la demande de réouverture des débats introduite par les avocats de la SFPI, les juges Blondeel et Salmon doivent répondre d'un faux en écriture dans la procédure introduite le 10 novembre 2010 devant la cour d'appel de Gand. Les juges Schurmans et Verougstraete doivent répondre de violation du secret professionnel. 
Enfin, en marge de l'enquête, le juge d'instruction Heimans a fait une dénonciation (en vertu de l'article 29 du Code d'instruction criminelle) selon laquelle il existerait des indices que, par ses lettres du 18 et 19 décembre 2008, le premier président de la Cour de cassation, Ghislain Londers, aurait violé le secret professionnel.

## Prescription
Le 4 septembre 2020, la chambre du conseil de Bruxelles estime que les charges dans le dossier sont prescrites. Il reste une possibilité pour Me Modrikamen d'interjetter appel de la décision.

## Acteurs
Les Politiques
- Yves Leterme, Premier ministre du gouvernement Leterme ;
- Hans Dhondt, chef de cabinet du Premier ministre leterme et président de la Chancellerie ;
- Pim Vanwalleghem, conseiller auprès du cabinet du premier ministre Yves Leterme (et substitut du procureur du roi détaché);
- Jo Vandeurzen, vice-premier ministre, ministre de la Justice et des Réformes institutionnelles du gouvernement Leterme ;
- SFPI, la Société fédérale de participations et d’investissement.
- Dirk Van der Maelen, parlementaire SP.A.

Les magistrats
- Ghislain Londers, premier président de la Cour de cassation ;
- Pim Vanwalleghem, substitut du procureur du roi (détaché auprès du cabinet du premier ministre Yves Leterme en tant que conseiller) ;
- Guy Delvoie, premier président de la cour d’appel ;
- Marc de le Court, procureur général de la cour d’appel[23] ;
- Christine Schurmans, conseillère à la 18e chambre de la cour d’appel et épouse du CD&V Jan De Groof ;
- Paul Blondeel, président à la 18e chambre de la cour d’appel ;
- Mireille Salmon, juge à la 18e chambre de la cour d’appel;
- Ivan Verougstraete, président de la chambre flamande de la Cour de cassation.

Les actionnaires de Fortis
- Mischaël Modrikamen, avocat d'actionnaires ;
- Pierre Nothomb, partenaire de Deminor, cabinet de défense d'actionnaires.
- L'association de défense des actionnaires Fortis (ADAF)
- Lionel Perl, administrateur BNP Paribas Fortis.